# Požnica
Požnica este o localitate din comuna Laško, Slovenia, cu o populație de 66 de locuitori.